# موسم أعياد الميلاد والعطلات
موسم أعياد الميلاد والعطلات هو فترة سنوية تمتد عادةً من نوفمبر (تشرين الثاني) أو ديسمبر (كانون الأول) إلى أوائل يناير (كانون الثاني) من كُل عام، ويتم خلالها الاحتفال بعيد الميلاد ورأس السنة الميلادية الجديدة، وتُشكّل الاحتفالات المتنوعة خلال هذه الفترة موسم ذروة للأسواق وقطاع التجزئة يمتد حتى نهاية الفترة. وتُعدّ عروض نوافذ عيد الميلاد واحتفالات إضاءة شجرة عيد الميلاد من بين الطقوس المُتعارف عليها، والتي تتم خلال تلك الفترة في مختلف المناطق. عادةً ما يُشار إلى موسم أعياد الميلاد والعطلات في المجتمعات المسيحية الغربية، باسم عيد الميلاد، والذي يمتد من 25 ديسمبر (كانون الأول) الذي يُمثل يوم ولادة المسيح إلى 5 يناير (كانون الثاني) ليلة عيد الغطاس، وهي الفترة الزمنية المعروفة شعبيًا باسم أيام عيد الميلاد الاثني عشر.
يُعد موسم عيد الميلاد في إيطاليا أحد أهم مواسم الأعياد والعطلات في البلاد، ويبدأ في 8 ديسمبر (كانون الأول) من كُل عام بالتزامن مع عيد الحبل بلا دنس، وهو اليوم الذي تُزين فيه شجرة عيد الميلاد تقليديًا، وينتهي في 6 يناير (كانون الثاني) من العام التالي بالتزامن مع عيد الغطاس. ومع تزايد التأثير الاقتصادي للتحضيرات المسبقة لعيد الميلاد في أمريكا وأوروبا خلال القرنين التاسع عشر والعشرين، بدأ مصطلح موسم عيد الميلاد يشمل أيضًا موسم المجيء الطقسي، وهو فترة الاستعداد في المجتمعات المسيحية الغربية، والتي تبدأ من الأحد الرابع قبل عيد الميلاد وتستمر حتى ليلة عيد الميلاد. ولا يزال مصطلح «تقويم المجيء» شائع الاستخدام على نطاق واسع في اللغات الغربية كمصطلح يشير إلى العد التنازلي ليوم عيد ميلاد المسيح من بداية شهر ديسمبر.
ابتداءً من منتصف القرن العشرين، ومع تزايد الطابع التجاري لعيد الميلاد وموسم الطقوس المرتبطين بالمسيحية في بعض الأوساط، وازدياد أهميته في الاقتصاد والثقافة الأمريكية، وتنامي الحساسية الدينية والتعددية الثقافية، شاع استخدام إشارات عامة إلى هذا الموسم، دون ذكر كلمة عيد الميلاد، في الأوساط التجارية والعامة في الولايات المتحدة الأمريكية، مما أثار جدلاً دلالياً. وبحلول أواخر القرن العشرين، بدأ اعتبار عيد الحانوكا اليهودي وعيد كوانزا الأمريكي ذو الأصل الأفريقي، جزءاً منموسم أعياد الميلاد والعطلات، وهو المصطلح الذي أصبح أكثر شيوعاً منذ عام 2013 من موسم عيد الميلاد، وأكثر استخدامًا في المصادر الأمريكية للإشارة إلى فترة الأعياد والعطلات التي تحل في نهاية كل عام. كذلك انتشر مصطلح موسم العطلات أيضًا بدرجات متفاوتة وانتقل إلى كندا؛ أما في المملكة المتحدة وأيرلندا فقد ظل استخدام مسمى موسم العطلات مثارًا لبعض الجدل.